# 古賀穗
古賀穗（日语：／ Koga Minoru，1996年9月30日—），日本男子羽毛球运动员，亦為現役日本國家羽毛球隊（B隊）成員。福岡縣出生，畢業於富岡第一中学校、猪苗代中及富岡高校，曾為早稻田大學羽毛球隊成員，現隸屬於NTT東日本株式會社關信越。其哥哥古贺辉亦为日本国家羽毛球队成员。

## 選手生涯
2013年8月，古賀穗代表日本參加在中國南京舉行的亞洲青年運動會羽毛球比賽，與山口茜合作贏得混合雙打比賽金牌。
2014年2月，古賀穗参加臺灣臺北市举办的亞洲青年羽毛球錦標賽，助日本队赢得混团季军。同年4月，他参加马来西亚亚罗士打举办的世界青年羽毛球錦標賽，助日本队赢得混团季军。
2018年4月，古賀穗出戰大阪羽毛球國際挑戰賽，在準决赛以0比2 （19-21、15-21）不敵队友的五十嵐優出局。同年6月，他出战加拿大羽毛球公開賽，在男单决赛以0比2（15-21、10-21）不敌中国的陆光祖，赢得亚军。
2019年1月，古賀穗出戰瑞典羽毛球公開賽，在男单决赛以2比0（21-11、21-15）击败了新加坡名将的骆建佑，赢得國際系列賽男单冠军。同年2月，他出战老撾羽毛球國際系列賽，在男单决赛以0比2（20-22、20-22）不敌赛会2号种子、队友的奈良冈功大，赢得亚军。同年3月，他参加中国香港灣仔举办的亞洲羽毛球混合團體錦標賽，助球队赢得混团亚军。同年5月，他出战斯洛文尼亞羽毛球國際賽，在男单决赛以0比2（17-21、12-21）不敌赛会头号种子、印度名将的沙鲁巴·维尔马，赢得亚军。

## 主要比賽成績
只列出曾進入準決賽的國際賽事成績：
| 年份   | 賽事                     | 公開賽級別 | 項目     | 拍檔   | 成績   |
| ------ | ------------------------ | ---------- | -------- | ------ | ------ |
| 2013年 | 亞洲青年運動會羽毛球比賽 | 其他       | 混合雙打 | 山口茜 | 金牌   |
| 2014年 | 亞洲青年羽毛球錦標賽     | 其他       | 混合團體 | －     | 季軍   |
| 2014年 | 世界青年羽毛球錦標賽     | 其他       | 混合團體 | －     | 季軍   |
| 2018年 | 大阪羽毛球國際挑戰賽     | 國際挑戰賽 | 男子單打 | －     | 準決賽 |
| 2018年 | 加拿大羽毛球公開賽       | 超級100賽  | 男子單打 | －     | 亞軍   |
| 2019年 | 瑞典羽毛球公開賽         | 國際系列賽 | 男子單打 | －     | 冠軍   |
| 2019年 | 老撾羽毛球國際系列賽     | 國際系列賽 | 男子單打 | －     | 亞軍   |
| 2019年 | 亞洲羽毛球混合團體錦標賽 | 其他       | 混合團體 | －     | 亞軍   |
| 2019年 | 斯洛文尼亞羽毛球國際賽   | 國際系列賽 | 男子單打 | －     | 亞軍   |
| 2019年 | 越南羽毛球公開賽         | 超級100賽  | 男子單打 | －     | 準決賽 |
| 2022年 | 墨西哥羽毛球國際挑戰賽   | 國際挑戰賽 | 男子單打 | －     | 冠軍   |
| 2022年 | 比利時羽毛球國際賽       | 國際挑戰賽 | 男子單打 | －     | 準決賽 |
| 2022年 | 波蘭羽毛球國際賽         | 國際系列賽 | 男子單打 | －     | 準決賽 |
| 2023年 | 泰國羽毛球國際挑戰賽     | 國際挑戰賽 | 男子單打 | －     | 冠軍   |
| 2023年 | 馬來西亞羽毛球國際挑戰賽 | 國際挑戰賽 | 男子單打 | －     | 冠軍   |
| 2023年 | 巴林羽毛球國際挑戰賽     | 國際挑戰賽 | 男子單打 | －     | 冠軍   |
| 2024年 | 泰國羽毛球國際挑戰賽     | 國際挑戰賽 | 男子單打 | －     | 準決賽 |
| 2024年 | 馬來西亞羽毛球國際挑戰賽 | 國際挑戰賽 | 男子單打 | －     | 冠軍   |

| 2007-2017年 | 首要超級賽 | 超級賽 | 黃金大獎賽 | 大獎賽 | 國際挑戰賽 | 國際系列賽 | 未來系列賽 | 其他 |

| 2018-2026年 | 總決賽 | 超級1000賽 | 超級750賽 | 超級500賽 | 超級300賽 | 超級100賽 | 國際挑戰賽 | 國際系列賽 | 未來系列賽 | 其他 |